# Han Seung-woo
Dans ce nom coréen, le nom de famille, Han, précède le nom personnel.
Han Seung-woo (coréen : 한승우, né le 24 décembre 1994 à Pusan), également connu sous le mononyme Seungwoo (승우), est un auteur-compositeur-interprète et danseur sud-coréen. Il fait ses débuts en tant que leader du boys band de K-pop Victon en 2016, position qu'il abandonne en 2020. En 2019, il termine à la troisième place dans l'émission de télé-réalité musicale Produce X 101 et devient membre du groupe X1, dissous en 2020. L'artiste fait ses débuts en tant que chanteur solo en août 2020, avec son premier mini-album intitulé Fame.

## Biographie
Il a deux sœurs aînées, l'une d'elles est l'actrice et chanteuse Han Sun-hwa (ancienne membre du groupe Secret).

## Carrière
Depuis le 9 novembre 2016, il fait partie du groupe Victon, aux côtés de Kang Seung-sik, Heo Chan, Lim Se-jun, Do Han-se, Choi Byung-chan et Jung Su-bin. Au sein du groupe, il occupe la position de danseur, rappeur secondaire et chanteur secondaire. Originellement leader du groupe, il laisse sa place à  Kang Seung-sik à la suite de la dissolution du groupe X1.
Le 3 mai 2019, il rejoint l'émission musicale Produce X 101, il y reste jusqu'à la fin et arrive à la troisième position, obtenant ainsi l'une des places du nouveau groupe : X1, dans lequel Seung-woo occupe également la position de leader. À la suite d'un scandale médiatique, le groupe est dissous en janvier 2020.
Après cela, Seung-woo reprend ses activités au sein de Victon. Il débute ensuite une carrière en solo le 10 août 2020 avec la sortie de son premier EP Fame, avec comme titre phare Sacrifice, accompagné de son clip-vidéo, paru sur YouTube le même jour,.
En septembre 2020, il participe à l'émission King of Mask Singer, sous le nom de « Blue Flag », arrivant à la deuxième position.
En mars 2021, Seung-woo fait ses débuts d'acteur dans la web-série Love#Hashtag.
Le chanteur fait son retour avec son deuxième EP intitulé Fade le 28 juin 2021, avec la ballade See You Again comme single principal.
En juin 2021, il annonce son départ pour son service militaire obligatoire le 26 juillet.

## Discographie

### Mini-albums (EP)
| Année | Titre | Détails                                                        | Classement | Ventes               |
| Année | Titre | Détails                                                        | COR        | Ventes               |
| ----- | ----- | -------------------------------------------------------------- | ---------- | -------------------- |
| 2020  | Fame  | - Date de sortie : 10 août 2020 - Label : Play M Entertainment | 2          | COR : plus de 83 400 |
| 2021  | Fade  | - Date de sortie : 28 juin 2021 - Label : Play M Entertainment | 5          | COR : plus de 70 900 |
| 2023  | Frame | - Date de sortie : 27 juin 2023 - Label : IST Entertainment    | 16         | COR : plus de 54 400 |
| 2024  | Scene | - Date de sortie : 5 juin 2024 - Label : IST Entertainment     | 14         | COR : plus de 22 200 |

### Singles
| Année                                                           | Titre                     | Meilleure position | Album |
| Année                                                           | Titre                     | COR                | Album |
| --------------------------------------------------------------- | ------------------------- | ------------------ | ----- |
| 2020                                                            | Sacrifice                 | 97                 | Fame  |
| 2021                                                            | See You Again (다시 만나) | 79                 | Fade  |
| 2023                                                            | Dive Into                 | —                  | Frame |
| 2024                                                            | Blooming                  | —                  | Scene |
| "—" indique que le titre ne s'est pas classé dans cette région. |                           |                    |       |

## Filmographie

### Web série
| Année | Titre         | Titre original | Réalisateur   | Rôle       | Note(s)        | Réf.   |
| ----- | ------------- | -------------- | ------------- | ---------- | -------------- | ------ |
| 2021  | Love #Hashtag | 사랑 #해시태그 | Kim Yong-woon | Lee Si-woo | Rôle principal | [ 22 ] |

## Télévision
| Année | Titre               | Chaîne | Notes                            |
| ----- | ------------------- | ------ | -------------------------------- |
| 2019  | Produce X 101       | Mnet   | Participant                      |
| 2020  | King of Mask Singer | MBC    | Participant, épisodes 271 et 272 |